# Anton Heikkinen
Anton Timo Jan Heikkinen, född 26 juni 2000 i Nässjö, är en svensk professionell ishockeyspelare som spelar för Timrå IK i SHL.

## Klubbar (i urval)
- HV71 J20, J20 SuperElit (2016/2017 – 2018/2019)
- HV71, SHL (2018/2019)
- Kristianstads IK, Allsvenskan (2019/2020)
- Södertälje SK, Allsvenskan (2020/2021 – 2021/2022)
- Mora IK, Allsvenskan (2021/2022 – 2022/2023)
- Skellefteå AIK, SHL (2023/2024 – 2024/2025)
- Timrå IK, SHL (2025/2026 –)